# كولومبيا في الألعاب الأولمبية الصيفية 2012
كولومبيا في الألعاب الأولمبية الصيفية 2012 شاركت كولومبيا في منافسات دورة الألعاب الأولمبية الصيفية في لندن بالمملكة المتحدة، في الفترة من 27 يوليو - 12 أغسطس 2012. بوفد قوامه 103 رياضي في 19 رياضة